# August 1999
Acest articol este generat integral pe baza informațiilor din articolul 1999 și este actualizat periodic de un robot.
 Editările făcute în articol vor fi șterse la următoarea actualizare! Dacă doriți să faceți modificări, editați articolul-sursă.

ianuarie -
februarie -
martie -
aprilie -
mai -
iunie -
iulie -
august -
septembrie -
octombrie -
noiembrie -
decembrie
August 1999 a fost a opta lună a anului și a început într-o zi de duminică.

## Evenimente

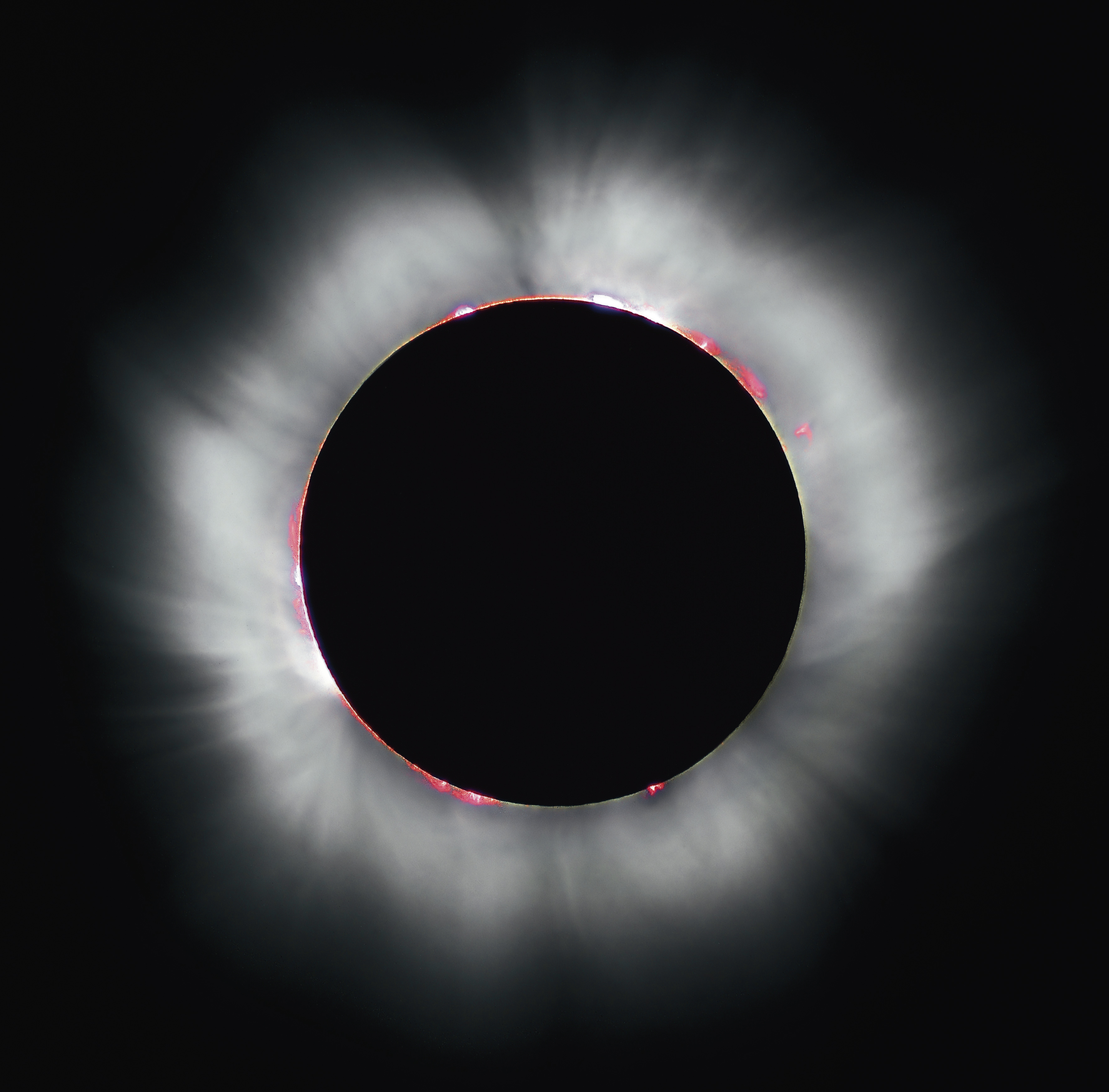
11 august: Eclipsă totală de soare.

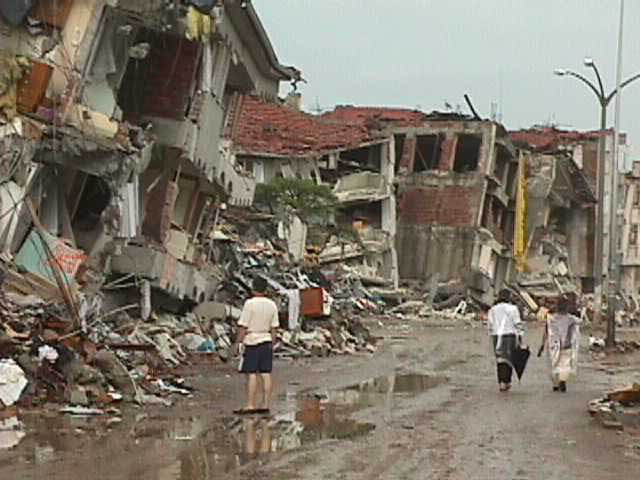
17 august: Cutremurul de la Izmit. În Turcia a avut loc un cutremur cu magnitudinea de 7,6 grade pe scara Richter. Au decedat 18.373 de persoane, iar alte 48.901 au fost rănite. 311.693 de case au fost distruse.

- 11 august: Are loc  eclipsă totală de soare cu vizibilitate maximă din România. Vine în vizită în România directorul NASA pentru a vedea eclipsa.
- 17 august: Cutremurul de la Izmit. În Turcia, a avut loc un cutremur cu magnitudinea de 7,6 grade pe scara Richter. Au decedat 18.373 de persoane, iar alte 48.901 au fost rănite. 311.693 de case au fost distruse.

## Nașteri
- 3 august: Brahim Díaz (Brahim Abdelkader Díaz), fotbalist spaniol
- 3 august: Teodora Meluță, fotbalistă română
- 12 august: Matthijs de Ligt, fotbalist neerlandez
- 13 august: Riqui Puig (Ricard Puig Martí), fotbalist spaniol
- 29 august: Alexandru Mățan, fotbalist român
- 31 august: Miomir Kecmanović, jucător de tenis sârb

## Decese
- 1 august: Silvia Dumitrescu-Timică, 96 ani, actriță română (n. 1902)
- 7 august: Brion James (Brion Howard James), 54 ani, actor american (n. 1945)
- 8 august: Nicolae Boboc, 79 ani, dirijor și compozitor român (n. 1920)
- 13 august: Nathaniel Kleitman, 104 ani, neurofiziolog si psiholog american, evreu originar din Basarabia (n. 1895)
- 13 august: Ion Pacea, 74 ani, pictor român (n. 1924)
- 16 august: Anton Alberts, 72 ani, arhitect neerlandez (n. 1927)
- 18 august: Hanoch Levin, 55 ani, poet israelian (n. 1943)
- 19 august: Mircea Sântimbreanu, 73 ani, scriitor român (n. 1926)
- 20 august: Dem Savu, 76 ani, actor de teatru, film și televiziune român (n. 1923)
- 21 august: Radu-Matei Livezeanu, 90 ani, politician român (n. 1909)
- 26 august: Elena Murgoci, 39 ani, atletă română (n. 1960)